# Oskar Radtke
Oskar Radtke (* 31. August 1908 in Schwetz; † nach 1944) war ein deutscher Offizier im SD-Hauptamt und Referatsleiter im Reichssicherheitshauptamt.

## Leben
Oskar Radtke trat bereits zum 1. Februar 1929 der NSDAP bei (Mitgliedsnummer 111.983). Zum 15. Mai 1934 schloss er sich der SS an (SS-Nummer 107.194). Nach der Machtergreifung war er beim Sicherheitsdienst der SS tätig und wurde im Dezember 1938 im SD-Hauptamt registriert. Von dort wechselte er in das 1939 gegründete Reichssicherheitshauptamt. Im Organigramm vom Januar 1941 war er Referatsleiter im Amt II. Im Range eines SS-Hauptsturmführers leitete er das Referat II C 7 (Haushalt und Besoldung des SD). Das Amt wurde zu dieser Zeit vom Oberst der Polizei Hans Nockemann geführt. Sein direkter Vorgesetzter war SS-Obersturmbannführer Carl Brocke, als Vertreter des Gruppenleiters II C b, dessen Amt Anfang 1941 nicht besetzt war. Nach unbestätigten Informationen war Radtke zugleich oder zu einem späteren Zeitpunkt auch für das Referat II C 8 (Beschaffung) zuständig. Im Jahr 1944 wurde Radtke für einen Einsatz zum Befehlshaber der Sicherheitspolizei und des Sicherheitsdienstes nach Krakau abgeordnet.
Nach 1944 verliert sich die Spur von Oskar Radtke.